# Mora IK
El Mora Ishockey Klubb es un club sueco de hockey sobre hielo. El equipo juega sus partidos en el patinadero FM Mattsson Arena. Fundado en 1935, Mora IK fue el primer club de hockey sobre hielo de la provincia de Dalecarlia. En 1945, el club llega por primera vez a la primera división, llamada en aquel entonces Svenska Serien. Entre 1945 y 1975, el equipo participó en 21 temporadas del campeonato de primera división. En 1975 bajó a la segunda división (Allsvenskan), donde permaneció 29 años. En 2004, Mora obtuvo una promoción en el Elitserien y sacó partido del cierre de la Liga nacional de hockey, que le permitió hacer firmar a Shawn Horcoff, Daniel Cleary y los hermanos Marcel y Marian Hossa. Mora IK terminó octavo de la liga esa temporada, posición respetable para un club recientemente promovido. En 2008, el club vuelve a bajar a segunda división (Allsvenskan). El número 17 del club está en desuso, en honor a un antiguo jugador.